# USS Plaice (SS-390)
Za druga plovila z istim imenom glejte USS Plaice.
USS Plaice (SS-390) je bila jurišna podmornica razreda balao v sestavi Vojne mornarice Združenih držav Amerike.
7. septembra 1963 je bila podmornica posojena Braziliji, kjer so jo preimenovali v Bahia (S-12). Leta 1972 so podmornico predali Brazilskemu muzeju pomorske tehnologije.